# Nanteuil-la-Fosse
Nanteuil-la-Fosse è un comune francese di 141 abitanti situato nel dipartimento dell'Aisne della regione dell'Alta Francia.

## Società

### Evoluzione demografica
Abitanti censiti